# Stefan Półrul
Stefan Półrul (ur. 9 maja 1926 w Korwinie, zm. 9 kwietnia 1953 we Wrocławiu) – żołnierz Wojska Polskiego, ofiara mordu sądowego.

## Żołnierz
Urodził się w 1926 jako syn Stanisława i Stanisławy z domu Karweckiej. 23 kwietnia 1947 zmobilizowany został do Wojska Polskiego. Podoficer zawodowy w stopniu bosmanmata. Ostatnie stanowisko: starszy pisarz Sądu Marynarki Wojennej w Gdyni. W wojsku związał się z antykomunistyczną Polską Organizacją Podziemną „Wolność”, działającą od listopada 1950 do grudnia 1951 w Marynarce Wojennej. Członkowie organizacji m.in. sporządzali listy z danymi o obsadzie personalnej i adresach zamieszkania kadry dowódczej Marynarki Wojennej i Informacji Wojskowej ze szczególnym uwzględnieniem pracujących w Polsce oficerów sowieckich (Edmund Sterna ps. „Mściciel”) oraz informować o obsadzie Sądu Marynarki Wojennej i toczonych procesach (S. Półrul).

## Więzienie i śmierć
Za prowadzoną działalność został aresztowany 5 grudnia 1951 przez oficerów Okręgowego Zarządu Informacji nr 8 (Marynarki Wojennej). Wyrokiem Sądu Marynarki Wojennej w Gdyni z 6 czerwca 1952 skazany na karę śmierci.
Wkrótce po procesie zaczął wykazywać objawy choroby psychicznej, mogącej być skutkiem zastosowanych w Informacji Wojskowej metod śledczych. 7 grudnia 1952 Bolesław Bierut odmówił prawa łaski. Wykonanie wyroku odłożono ze względu na treść opinii biegłego psychiatry sądowego z 18 listopada 1952, w której stwierdził m.in. „…w stanie obecnym chory nie nadaje się do brania udziału w postępowaniu sądowym, ewentualnie do odbywania kary”. 12 grudnia 1952 skierowany na obserwację do Szpitala Psychiatrycznego przy Więzieniu nr 2 we Wrocławiu. 18 marca 1953 komendant szpitala Jerzy Katzenellenbogen i jego asystent dr Izydor Wassermann sporządzili orzeczenie lekarsko-psychiatryczne nr 15/53 stwierdzające zdolność S. Półrula do działań prawnych. W oparciu o treść orzeczenia lekarskiego obu psychiatrów Stefan Półrul został stracony 9 kwietnia 1953 o godz. 20.00 w więzieniu nr 1 przy ul. Kleczkowskiej we Wrocławiu. Zastrzelił go funkcjonariusz WUBP we Wrocławiu Władysław Dusza.

## Pogrzeb w 2008
Przez 55 lat szczątki Stefana Półrula spoczywały w nieznanym miejscu. 2 czerwca 2008 zostały odnalezione przez pracowników wrocławskiego Instytutu Pamięci Narodowej na Cmentarzu Osobowickim we Wrocławiu. Podczas oględzin medycznych stwierdzono, że śmierć marynarza nastąpiła w wyniku zastosowania katyńskiej metody uśmiercania – strzałem w potylicę skazańca oddanym z bardzo małej odległości.
9 września 2008 na cmentarzu w miejscowości Młodojewo odbył się wojskowy pogrzeb Stefana Półrula. Na pogrzebie obecni byli członkowie rodziny, przedstawiciele Instytutu Pamięci Narodowej, delegacja Marynarki Wojennej, reprezentanci władz lokalnych i organizacji kombatanckich oraz młodzież. 6 lutego 2009 postanowieniem Prezydenta RP Lecha Kaczyńskiego Stefan Półrul został pośmiertnie odznaczony Krzyżem Kawalerskim Orderu Odrodzenia Polski.

## Film
3 marca 2009 w Domu Spotkań z Historią w Warszawie odbyła się premiera filmu dokumentalnego pt. „Nigdy nie wrócisz do domu”, w którym przedstawione zostały losy Stefana Półrula. Reżyserką filmu jest Jolanta Krysowata.